# 船体消磁

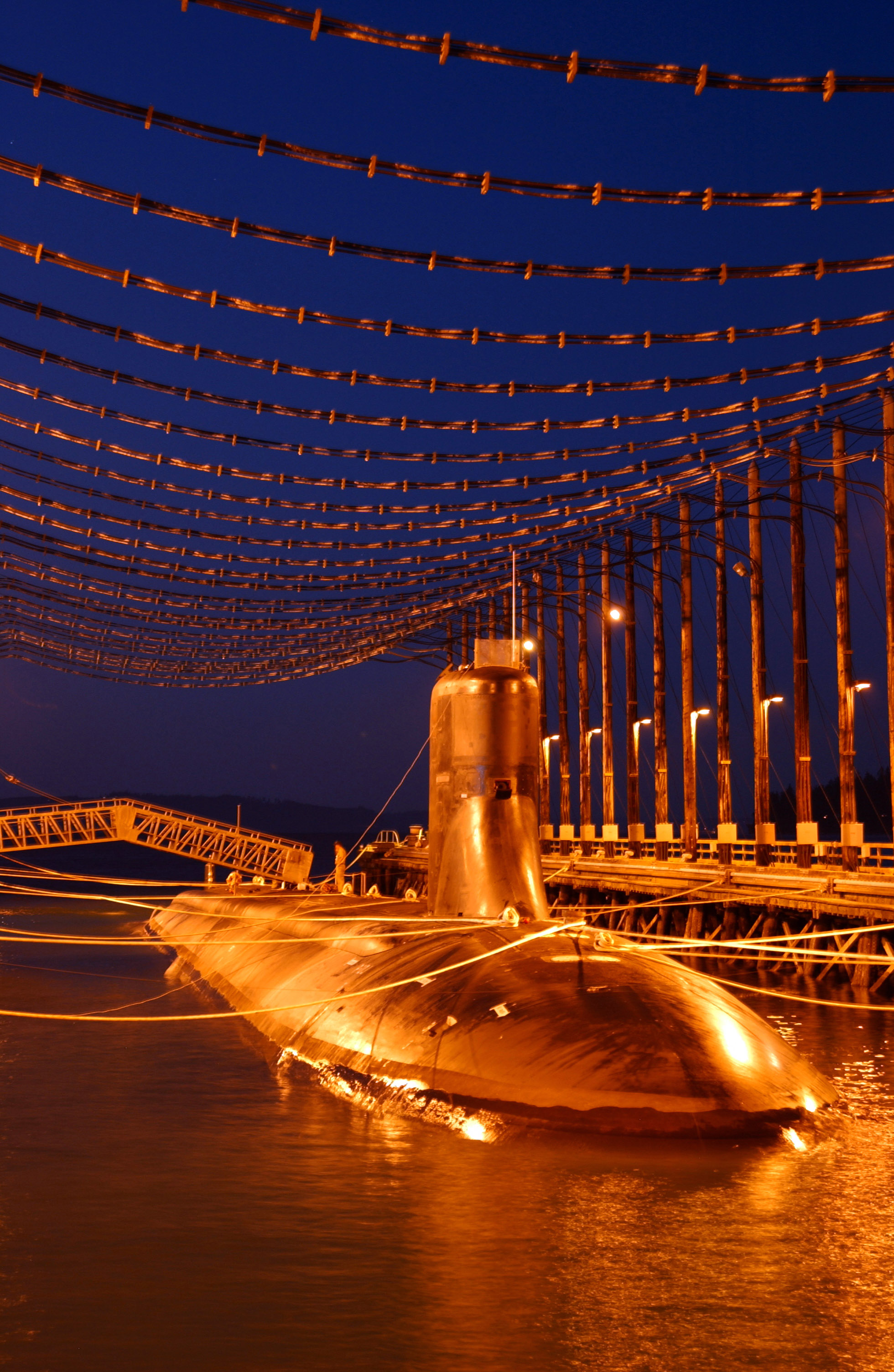
ワシントン州キトサップ海軍基地内のドックにて消磁作業中のシーウルフ級原潜 USSジミーカーター

船体消磁（せんたいしょうじ、Deperming）とは主に軍艦の船体を消磁すること。
潜水艦を含む軍艦では海上・海中・空中の磁気の乱れによって敵に発見・攻撃される恐れや磁気感応式機雷に反応するリスクが高まるため、不必要な磁気を船体から除く必要がある。

## 船体磁気
船体磁気は静磁気と動磁気に分けられ、静磁気はさらに誘導磁気と永久磁気に分けられる。動磁気も渦電流磁気と浮遊磁気に分けられる。船体磁気は3軸の方向別にLM（Longitudinal magnetism、縦方向）、VM（Vertical magnetism、垂直方向）、AM（Athwartship magnetism、横方向）に分解できる。
誘導磁気
誘導磁気は地磁気によって誘導されるもので船体の形状と方向、透磁率、重量、地磁気によって変化する。船体が南北方向を向くと誘導磁気が強くなる。
永久磁気
永久磁気は船体が磁石となってずっと持ち続ける磁気である。建造時の船体鋼板の切断や溶接の時から着磁が始まる。船体が建造時、船台に長期間置かれるだけでも着磁する。
渦電流磁気
渦電流磁気はアルミなどが地磁気中を運動することで発生する誘導電流から発生する。
浮遊磁気
浮遊磁気は発電機や主機、電気回路から発生する。

## 船体消磁

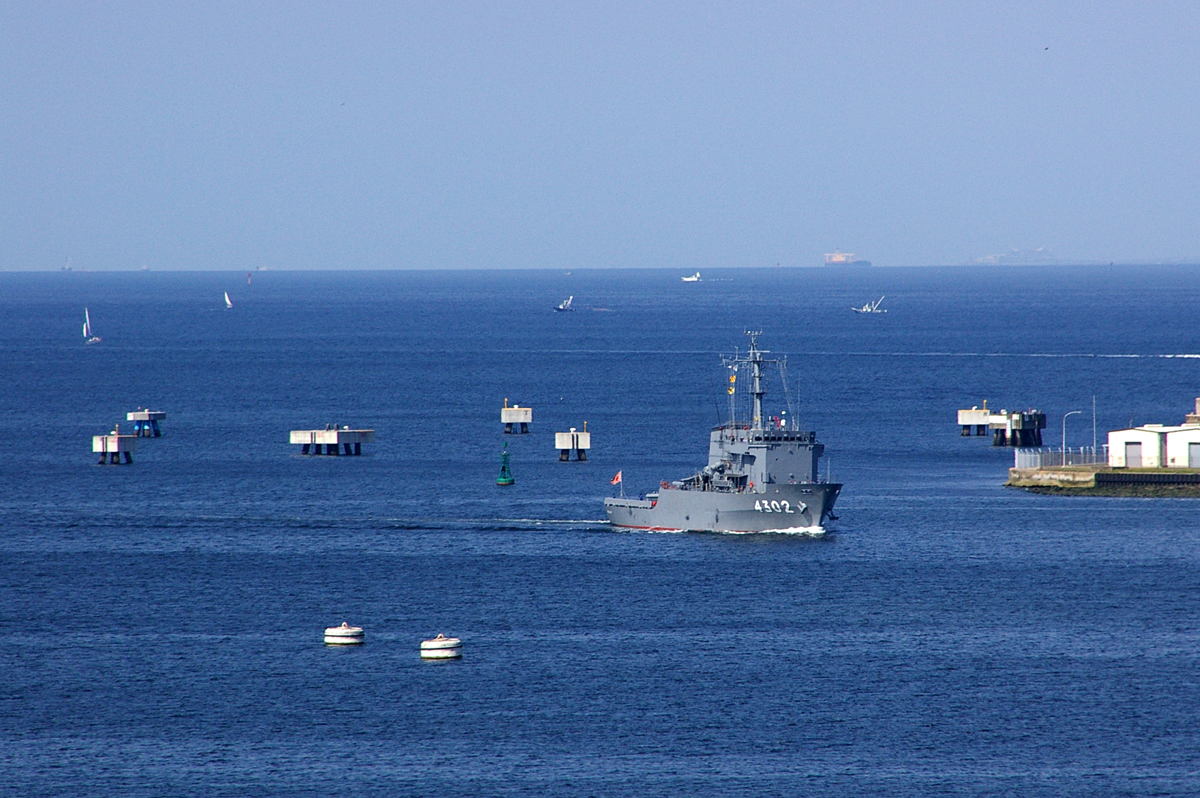
横須賀消磁所を航行中のすおう

海上自衛隊では横須賀消磁所で船体の永久磁気を定期的に消磁している。特に水上鋼鉄艦艇の艦首艦尾方向の消磁を「デパーミング」と呼び、船体外周に大きなコイルをゆっくりと通して、電流の極性を変えながら徐々に弱くしていくことで磁気を消していく。
潜水艦では、艦載消磁装置の消費電力削減のためにあらかじめ誘導磁気を打ち消すように船体永久磁気を付けている。また潜水艦の垂直方向の消磁作業「フラッシング」も実施している。

## 艦載消磁装置
磁気処理で消磁出来なかった永久磁気と地磁気による誘導磁気を中和するための艦載消磁装置の調整も横須賀消磁所、佐世保磁気測定所、仮屋磁気測定所で行なわれる。敏感な磁気センサーによって測定された船底磁場が最少となるように、艦載消磁装置の消磁コイルに流す電流値が調整される。この作業は消磁装置の調定（キャリブレーション）と呼ばれ、定期的に実施されている。
消磁コイルには方向別に名前が付いている。Lコイルは艦首艦尾方向、Aコイルは横方向、Mコイルは垂直方向、F.G.コイルは垂直方向での艦首と艦尾での差を打ち消す。

## 磁場歪

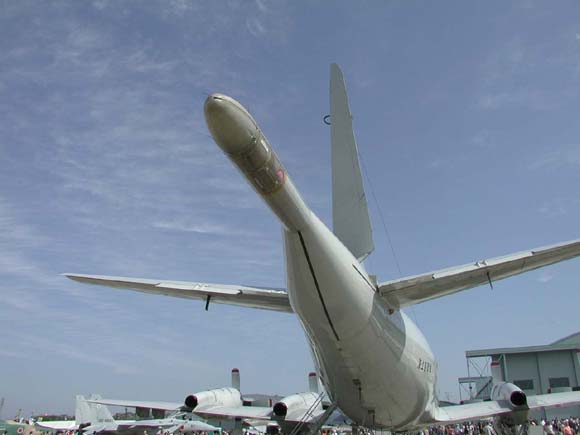
対潜哨戒機に取り付けられたMADブーム

船体磁気そのものではないが、軟質磁性体である鋼鉄で建造された水上艦や潜水艦は、地球が作る地磁気の流れを乱す。鉄が磁石を吸い付けるように鋼鉄の艦体が地磁気の磁力線を集めるために、何もない海では一様な磁力線の分布が、大きな鉄の塊である艦体を中心に乱れる。これを磁場歪と呼び、現代軍用艦艇では敵の磁気感応式機雷による触雷や、空中の航空機から海中の潜水艦を捜索する磁気探知機（Magnetic Anomaly Detector MAD）によって発見される恐れがある。
機雷を取り除く掃海艇の多くが鉄の船体を避けて、繊維強化プラスチック製や木造の船体を選択する理由は磁場歪である。旧ソビエト海軍の潜水艦ではチタン製の耐圧殻を持つものがあった。チタンの採用によって大深度潜行が可能になっただけでなく、船体磁気シグネチャを最小化できた。

## 歴史
第二次世界大戦初期の英国艦隊は、ドイツが英国沿岸に敷設した磁気感応式機雷に悩まされていた。英海軍では船体外周に消磁コイルを巻いて船体の磁気を消すのに成功した。これが船体消磁の最初である。